# Retrato de William Sisley
El Retrato de William Sisley es un óleo sobre lienzo realizado por Auguste Renoir en 1864.
La pintura fue probablemente encargada a Renoir por su amigo Alfred Sisley, con la intención de ayudarle a superar las dificultades económicas en las que se encontraba. Representa al padre de Sisley, William, hombre de negocios nacido en Francia en 1799 de padre inglés. Actualmente se conserva en el Museo de Orsay, París.